# Autorretrato (Berlinde de Bruyckere)
Autorretrato é uma obra da artista belga Berlinde de Bruyckere conservada na prestigiosa Galeria dos Autorretratos da Galeria Uffizi, em Florença.

## Introdução
Berlinde De Bruyckere é reconhecida internacionalmente por suas esculturas que investigam os limites do corpo humano, entre a vulnerabilidade e a resistência, o sofrimento e a transcendência. Em 2010, a artista produziu um autorretrato tridimensional em cera, resina, madeira e vidro, considerado uma das expressões mais radicais da autorrepresentação contemporânea. Longe de qualquer mimese tradicional, De Bruyckere propõe, por meio desta obra, uma reflexão profunda sobre a existência, a corporeidade e a memória inscrita na carne.
Como observa Marente Bloemheuvel, "em De Bruyckere, o corpo não é um espelho da identidade; é um campo de ruínas onde a história pessoal e coletiva se entrelaçam". Essa concepção ressoa de maneira singular em seu autorretrato de 2010, no qual a identidade do artista não é afirmada, mas desconstruída até o ponto de quase desaparecimento.

## Descrição da Obra
O autorretrato de 2010 apresenta uma figura humana, reclinada e fragmentada, moldada em cera tingida com pigmentos que simulam a carne viva. A textura irregular da superfície evidencia a tensão entre o natural e o artificial. A obra encontra-se acondicionada em uma redoma de vidro transparente, apoiada em uma estrutura de madeira bruta, enfatizando a dimensão expositiva e votiva da peça.
A figura, mutilada e contorcida, carece de um rosto visível e de membros claramente definidos. Como nota Angela Mengoni, "a ausência de traços individualizantes despersonaliza a forma humana, convertendo o autorretrato em um índice de dor universal".

## Análise Formal
A obra utiliza materiais tradicionalmente associados à escultura hiper-realista, como a cera e a resina, mas o tratamento que De Bruyckere confere a esses materiais evita qualquer ilusão mimética confortável. A aplicação da cera — em camadas espessas e irregulares — cria uma aparência de carne vulnerável e exposta, remetendo tanto à tradição barroca dos ex-votos quanto às práticas contemporâneas de body art.
O vidro desempenha um papel fundamental: ao mesmo tempo em que protege a escultura, instaura uma distância física e simbólica entre a obra e o espectador. Esta mediação induz uma experiência de voyeurismo interrompido, em que a contemplação é invadida pela consciência da própria separação.
A instalação valoriza a verticalidade quebrada da figura, cujo corpo, ainda que reclinado, parece querer se erguer — uma oscilação entre a queda e a tentativa de ascensão, marca fundamental do pathos que permeia toda a produção de De Bruyckere.

## Significados e Interpretações
O autorretrato de De Bruyckere recusa qualquer noção celebratória da identidade artística. Em lugar da autoafirmação, a obra propõe uma iconografia da vulnerabilidade e da perda. Como aponta Boris Groys, "a arte contemporânea cada vez mais abandona a glorificação da forma autêntica do eu em favor de sua desconstrução e exposição de suas fissuras". A figura apresentada não é um "eu" reconhecível, mas um corpo reduzido à sua materialidade mais essencial e frágil.
A escolha dos materiais e da forma remete também às tradições da escultura sacra, especialmente às representações do martírio e do sofrimento, como nas lipsotecas medievais e nas figuras de Cristo sofredor. Nesse sentido, De Bruyckere recupera uma dimensão espiritual da escultura, embora despojada de qualquer transcendência religiosa explícita.
É possível ainda interpretar a obra à luz das leituras contemporâneas da vulnerabilidade, como formuladas por Judith Butler: "Ser exposto à perda é a condição mesma da vida". Neste autorretrato, De Bruyckere encarna essa condição de maneira brutal e silenciosa.

## Inserção na História da Arte
O autorretrato de 2010 situa-se na tradição de representações que problematizam o eu no modernismo e no pós-modernismo. Diferente dos autorretratos renascentistas, que celebravam o artista como homo faber, senhor da criação, ou dos retratos expressionistas que dramatizavam a interioridade psicológica, De Bruyckere elimina qualquer pretensão de unidade identitária.
A obra dialoga com a desconstrução do corpo promovida por artistas como Francis Bacon e Louise Bourgeois. Tal como Bacon, De Bruyckere "vê o corpo como um campo de forças internas que o deformam". Como Bourgeois, entende a escultura como "um espaço emocional do trauma e da memória".
Neste contexto, o autorretrato de De Bruyckere representa um marco importante da arte contemporânea: a persistência da pergunta sobre o eu em tempos de fragmentação e despossessão.
O autorretrato de Berlinde De Bruyckere, realizado em 2010, transcende a simples representação do indivíduo para oferecer uma poderosa meditação sobre a condição humana. Através da fragmentação, da vulnerabilidade e da materialidade crua, a artista propõe uma reflexão sobre a dor e a memória inscritas na carne, desafiando as convenções históricas da autorrepresentação e reinscrevendo o corpo como um território de exposição, de perda e de resistência silenciosa.
Ao fazer do autorretrato um campo de ruína e regeneração, De Bruyckere não apenas reinventa um gênero clássico da história da arte, mas também revela com pungência a precariedade fundamental da vida humana.